# Masataka Yoshida
Masataka Yoshida (japanisch 吉田 正尚 Yoshida Masataka, * 15. Juli 1993 in Fukui, Präfektur Fukui) ist ein japanischer Baseballspieler auf der Position des Outfielder für die Boston Red Sox in der Major League Baseball. Zuvor spielte er für die Orix Buffaloes in Japans Nippon Professional Baseball.

## Karriere
Yoshida wurde von den Orix Buffaloes in der ersten Runde des Rookie Draft 2015 gedraftet. In Spiel 5 der Japan Series 2022 schlug Yoshida zwei Homeruns, darunter einen Walk-Off Homerun. Im Oktober 2022 gab Yoshida bekannt, dass er Interesse hat, für die Saison 2023 in die MLB zu wechseln.
Am 7. Dezember 2022 wurde Yoshida von Orix gepostet und allen 30 Teams der Major League Baseball zur Verfügung gestellt, was eine 30-tägige Frist für Vertragsverhandlungen eröffnete. Am 15. Dezember unterzeichnete Yoshida einen Fünfjahresvertrag mit den Boston Red Sox.

## International
Yoshida vertrat die japanische Baseball-Nationalmannschaft bei der Haarlem Baseball Week 2014, der Sommeruniversiade 2015. Am 27. Februar 2019 wurde er für ein Testspiel gegen Mexiko ausgewählt. Am 1. Oktober 2019 wurde er für die WBSC Premier12 2019 ausgewählt. Bei den Olympischen Sommerspielen 2020 in Tokio holte Yoshida mit Japan die Goldmedaille in Baseball.